# 鈴乃八雲
鈴乃 八雲 （すずの やくも、1993年〈平成5年〉1月13日 - ）は、日本のグラビアアイドル、レースクイーンである。愛称は"すずのん"。

## 略歴
- デビュー前に新卒で4年間大手企業にてOLとして勤めていたが[4]2018年に退社しグラビアアイドルへと転身[5][6][雑誌 1]。同年12月よりR・I・P youth（2020年12月からはR・I・P）所属のグラビアアイドルとして活動。2021年よりライリーワークスに所属し活動中[7]。
- 2018年の恵比寿マスカッツ1.5の新メンバーオーディションに参加、研修生として合格した[8][9][10][11]。しかし、最終のダンス審査で落選したため正式メンバーとしての加入は叶わなかった[12]。
- 2019年ミスヤングチャンピオンオーディションに参戦、ファイナリストとなるもグランプリは逃した[雑誌 2][13][14][動画 1]。
- 同年8月2～4日、TOKYO IDOL FESTIVAL2019内イベント「TOKYO GURAVIRE IDOL FESTIVAL」に出演[15]。
- 2019年 PIRELLIスーパー耐久に"冴えカノレーシングwithRFC"のレースクイーンチーム『冴えカノRFCガールズ』[雑誌 3]として桜井さち、長沢美穂、松本れいとともに参戦。
- 2019年グラビアアイドル総選挙（NEWSポストセブン）[16][雑誌 4]にノミネート。
- 東京オートサロン2020のK-ONEブースに長沢美穂、米倉楓とともに参加[17][18][19][20][21][22][雑誌 5][23]。
- 2020年シーズンはSUPER GT、PIRELLIスーパー耐久、MINI CHALLENGE ASIA JAPAN SERIES(MCJP)の3カテゴリーでレースクイーンとして活動した[24]。
  - 2020年 SUPER GTにTOMEI SPORTSの"RUNUP RIVAUX GT-R" 360号車を応援するレースクイーンユニットとして樹智子とともに参戦[25][26][雑誌 6][動画 2]。
  - 2020年PIRELLIスーパー耐久に"KTMカーズジャパン"ST-Zクラス2号車を応援するレースクイーンチーム"フロンティアキューティーズ"として新木みおとともに参戦。 [27]　[28]
  - 2020年 New MINIだけのワンメイク・レース「MINI CHALLENGE ASIA JAPAN SERIES(MCJP)」のイメージガールを泉えな、大矢ひなとともに務める[29][雑誌 7]。
  - 2020年 「サンケイスポーツ　レースクイーンAWARD2020」にエントリー[30][31][32][33]、本選進出の16人[34][35][36]、決勝進出の12人[37][38][39]に選出されたが、惜しくもグランプリは逃した。
  - 2020年 日本レースクイーン大賞新人部門にエントリー[40][雑誌 8][雑誌 9]。
- 2021年シーズンはスーパー耐久シリーズ Powered by Hankook、でレースクイーンとして活動、また伊勢崎オートのグリッドガールとして活動した。
  - 2021年 スーパー耐久シリーズ Powered by Hankookに"HELM MOTORSPORTS"のレースクイーンとして参戦(#1～#3)[41][雑誌 10][42][3][雑誌 11]。
  - 2021年伊勢崎オートレース場のグリッドガール『G★Smil』の1号車担当（白色） として活動。[43][44][動画 3][動画 4][動画 5]
  - 2021年 スーパー耐久シリーズ Powered by Hankookに"TEAM NOPRO"のレースクイーンとして参戦(#5,#6)[動画 6][動画 7]。
- 2022年シーズンはSUPER GTでレースクイーンとして活動、また伊勢崎オートのグリッドガールとして活動した。
  - 2022年 SUPER GT300クラス“Arnage Racing”を応援するレースクイーンユニット『Arnage Lovely Cats』の一員として沙倉しずか、葵井えりか、葵木ひな、葉月ゆうからと共に参戦[45][46][47][動画 8][動画 9][48][雑誌 12][雑誌 13]。同年の日本レースクイーン大賞コスチューム部門にArnage Lovely Catsの一員としてノミネートされ、ファイナルステージに進出している[雑誌 14][49][50]。日本レースクイーン大賞2022にもファーストステージの50名にノミネートされており[51][雑誌 15]、ファイナリスト20名に選出されている[52][53][54][動画 10][雑誌 16][55][雑誌 17][56][57][雑誌 18]。
  - 2022年伊勢崎オートレース場のグリッドガール『G★Smil』の6号車担当（緑色） として活動。[動画 11][動画 12][58]
  - 東京オートサロン2023のGYEONブースに永原芽衣とともに参加[59][60][61][雑誌 19][62]。
- 2023年シーズンはスーパー耐久のレースクイーン、伊勢崎オートのグリッドガール、ラリーでのレースクイーン・イメージガールなどで活動した。
  - 2023年 ＥＮＥＯＳ スーパー耐久シリーズ2023 Powered by Hankookに"TEAM NOPRO"のレースクイーンとして赤城ありさとともに参戦[63][64][雑誌 20][65][66]、同年の日本レースクイーン大賞コスチューム部門に"TEAM NOPROレースクイーン"の一員としてノミネートされた[67][雑誌 21]。また、スーパー耐久第7戦と同日開催されたロードスターカップ最終戦のグリッドでもレースクイーンとしてスポットで参加した[68]。
  - 2023年伊勢崎オートレース場のグリッドガール『G★Smil』の5号車担当（黄色） として活動。[動画 13][69][70][66]。
  - 2023年TGRラリーチャレンジや、ラリージャパン2023にてWellpine Motorsportのイメージキャラクター"ウェルモちゃん"、CUSCOのイメージキャラクター"高崎くす子"として東堂ともらと活動中[71][72]、2023年10月8日に富士スピードウェイで行われた第一回RALLY FAN MEETINGにもキャンペーンガールとして参戦した。[73][74]。
  - 東京オートサロン2024のオカダエンタープライズブースに参加[75][雑誌 22][雑誌 23]。
- 2024年シーズンはSUPER GTのレースアンバサダーとして活動した。
  - 2024年 SUPER GTにNILZZ Racing"脱毛ケーズフロンティアGO&FUN猫猫GT-R"を応援するレースアンバサダーユニット"フロンティア・キューティーズ"として八乙女 あんな,夏目 みさこ,倉町 はんなとともに参戦[76][77][78][79][80][雑誌 24]。レースアンバサダーアワード2024にノミネートされ、[81][雑誌 25]、ファイナリスト20名に選出された[雑誌 26][82][83]。
  - 東京オートサロン2025のGYEON Japanブースに参加[雑誌 27][84]。
- 2025年 ＥＮＥＯＳ スーパー耐久シリーズ2025 Empowered by BRIDGESTONEにHonda R&D Challenge"honda R&D Challenge FL5"を応援するレースアンバサダーユニット"Honda R&D Challenge White Angels"として砂羽美月とともに参戦[85]

## 人物・エピソード
- "股下83センチ[雑誌 28]の美脚"と"まあるいお尻[雑誌 29][16][雑誌 30]"、鼠径部[雑誌 31]と白い肌[雑誌 32]、八重歯がチャームポイント[4]。特に美脚は2018次世代グラドル美脚番付の"西の関脇"[雑誌 33]であり、また週プレ『2018年美脚国勢調査 注目のグラドル 13人』にも選出され、アサ芸『芸能界「凄すぎるパーツ美女」ランキング特集 脚線美部門 9位』[雑誌 34]にも取り上げられ、2020年にも、週プレ『次世代グラドル 膝枕してほしい！「太もも番付」』"東の前頭筆頭" [雑誌 35][33]に選ばれるなど注目されている。キャッチコピーは"ハイレグの女王"[雑誌 36][雑誌 37][雑誌 38]。
- 趣味は料理やお菓子作り、音楽鑑賞、ぬい撮り[雑誌 31][86]、アニメやゲーム、サウナ（サ活）[87][69]等。
  - メタルコアやロックが好き[88][89][90]（Pay money To my Pain,Motionless in white、Bring Me the Horizon、Bad Omens、August Burns Red、Parkway Drive、Yo La Tengo、Ice Nine Kills、アズアイ、Killswitch Engage、ハンブレッターズ、TEDRE等）[91][雑誌 31][雑誌 22]。
    - P.T.P.のファンで、過去に睡眠障害等で自身が苦しんだ時に救われた、人生を変える勇気をもらえたと語っている。P.T.Pのドキュメンタリー映画『SUNRISE TO SUNSET』は映画館に3回見に行きグッズもコンプリートした[92][93]
    - SHREZZERSはライブにも参加したことがある。
    - 人間椅子の大ファンで、バンド活動30周年ライブにも参加し、自身の携帯電話のケースにも人間椅子のシールが貼られているほど[94]。

  - ぬい撮りのお気に入りはポムポムプリン、タキシードサム、コロコロクリリン、すみっコぐらしのエビフライのしっぽ、とんかつ、メルちゃん等。一番の推しは「プリンくん」[雑誌 31]。サンリオ公式Xの"もうすぐプリンのお誕生日（4/16）！あなたはプリンのどんなところが好き？"投稿へのリプが採用されたこともある[95]。
  - 好きなゲームはDead by Daylight、マリオカート、マリオテニス、アムネシアなど[5]。
  - 漫画の「頭文字D」が大のお気に入り[雑誌 39]。でレースクイーンを目指すきっかけとなった[96]。"「頭文字Ｄ」大好き腐女子レースクイーン"と紹介されたこともある[97][98][99]。好きな男性のタイプにも頭文字Dの高橋啓介を挙げるなど[雑誌 11][雑誌 12]。
  - 休日はお菓子作りや折り紙などまったりお家で過ごすことが多い[雑誌 40]。
- 柴犬と遊ぶのが好き[雑誌 3]。
- 好きな食べ物はタピオカミルクティー、ラーメン、じゃがりこ、手羽先、串カツ、カルビーのさやえんどう、イカ天瀬戸内れもん味など[5][雑誌 22]。
  - コーヒーが好きで自家焙煎をすることもある[雑誌 24]。お出かけスポットは「カフェ」[雑誌 27]
- 女性の体の脚線美が好きで週刊誌をよく読み、グラビア写真をダビデ像を見るような気持ちで観ているとのこと[16][雑誌 4]。グラビアは『女性らしさを最大限に表現できるアート』として魅力を感じている[雑誌 38]。
- コスプレにも興味がある。[100]
- SかMかというと「どっちかっていうとMな気がする」とのこと[100]
- 特技は水泳と書道（コンクール入賞経験有り）[5][雑誌 38]、バドミントン[101]。
- 食品衛生責任者、熱波師検定A、サウナスパ健康アドバイザー、日本語ワープロ検定2級、全経簿記検定3級、コミュニケーション検定上級、ビジネス実務士、普通自動車運転免許などの資格を持つ[雑誌 19][102][103][104]。
  - MTの普通自動車免許を取得している[雑誌 41]。
  - 熱波師検定A取得後2023年8月21日に熱波師としてデビューを果たした[105][106]。
  - 食品衛生責任者取得後、フレンチのカフェのシェフに弟子入りし、ヌガーグラッセ、クロッカン、フレンチトーストロール等のメニューに日々挑戦している[107]。
- モットーは「やらずに後悔よりやって後悔」[5]、夢は「自分の生きた証を残すこと」[雑誌 42][雑誌 38]
- R・I・P所属のAko（2021.4月に退所、現在はフリー）や佐野水柚,神谷麻美らと仲が良く、よく本人twitter、Instagram等で一緒に遊びに行ったりラーメンを食べたりする様子が報告されている[91]。
- 足がむくみやすいので締め付けニーハイを愛用、寝るときは「寝ながらメディキュット」で対策[雑誌 34]とのこと。
- 自分を動物に例えると「ラッコ」。食べるのと寝るのが好きで、好きな食べ物を抱えてぷかぷかしたい、とのこと[動画 14]。
- 自分の性格をひと言でいうと「マイペース、ほのぼの、まったり」とのこと[雑誌 19]。

## 活動

### レースクイーン
| 年     | カテゴリー                                                   | チーム名                                                                                 | 他メンバー |
| ------ | ------------------------------------------------------------ | ---------------------------------------------------------------------------------------- | --- |
| 2018年 | スーパー耐久シリーズ                                         | ADVICS LADYS（開幕戦のみのスポット参戦）                                                 | いしいめぐみ、恵麻 小山夏果、白石未生、十文字知花 |
| 2019年 | PIRELLIスーパー耐久シリーズ                                  | 冴えカノRFCガールズ (冴えカノFineレーシングwithRFC)                                      | 桜井さち、長沢美穂、松本れい |
| 2020年 | SUPER GT                                                     | Pガール(RUNUP Rivaux GT-R)                                                               | 樹智子 |
| 2020年 | PIRELLIスーパー耐久シリーズ                                  | フロンティアキューティーズ （KTMカーズジャパン）                                         | 新木みお |
| 2020年 | MINI CHALLENGE ASIA.JAPAN SERIES(MCJP)                       | MINI CHALLENGE JAPAN 2020 IMAGE GIRL                                                     | 泉えな、大矢ひな |
| 2021年 | スーパー耐久シリーズ Powered by Hankook                      | HELM sisters（HELM MOTORSPORTS） (#1～#3)                                                | 白川実以菜(#2 SUGO) 辻美咲、愛川菜月(#3 FUJI) |
| 2021年 | スーパー耐久シリーズ Powered by Hankook                      | TEAM NOPRO レースクイーン(TEAM NOPRO） (#5 SUZUKA,#6 OKAYAMA)                            | 天倉葵、前田カナ(#6 OKAYAMA) |
| 2021年 | 伊勢崎オートレース                                           | G☆Smil2021 (1号車担当)                                                                   | 葵成美（2号車担当）、高橋真以（3号車担当）、白石あんな（4号車担当）、門野まゆ（5号車担当）、中野聖子（6号車担当）、長月まどか（7号車担当）、岬愛奈（8号車担当）   |
| 2022年 | SUPER GT                                                     | Arnage Lovely Cats（Arnage Racing）                                                      | 沙倉しずか、葵井えりか(#1～3)、葵木ひな、葉月ゆうか(#4～) |
| 2022年 | 伊勢崎オートレース                                           | G☆Smil2022 （6号車担当）                                                                 | 門野まゆ（1号車担当）、朝倉咲彩（2号車担当）、五十嵐希（3号車担当）、岬愛奈（4号車担当）、中野聖子（5号車担当）、花乃衣美優（7号車担当）、葵成美（8号車担当）     |
| 2023年 | ENEOSスーパー耐久シリーズ Powered by Hankook                 | TEAM NOPRO レースクイーン(TEAM NOPRO）                                                   | 赤城ありさ |
| 2023年 | 伊勢崎オートレース                                           | G☆Smil2023 (5号車担当)                                                                   | 中野聖子（1号車担当）、南実千晴（2号車担当）、朝倉咲彩（3号車担当）、花乃衣美優（4号車担当）、小田カノン（6号車担当）、藤田香澄（7号車担当）、葵成美（8号車担当） |
| 2023年 | TGRラリーチャレンジ,ラリージャパン2023                       | ウェルモちゃん,Wellpine Motorsport レースクイーン(Wellpine Motorsport),高崎くす子(CUSCO) | 東堂とも,Ai(RJ2023) |
| 2024年 | SUPER GT                                                     | フロンティアキューティーズ                                                               | 八乙女 あんな,夏目 みさこ,倉町 はんな |
| 2025年 | ＥＮＥＯＳ スーパー耐久シリーズ2025 Empowered by BRIDGESTONE | Honda R&D Challenge White Angels                                                         | 砂羽美月 |

## 出演・書籍

### TV
- 東京オーディション(仮)(TOKYO MX、2019年5月7日)　ミスヤングチャンピオンPRコーナー
- 黒ちゃんねる（テレビ愛知、2020年2月14日） 東京オートサロン2020K-Oneブース特集のコーナーにて（クレジット無し）[108][109]
- 極楽山本・ロンブー亮のARIGATEENA TV（テレビ埼玉、2020年11月22日）[動画 15]
- オートレース実況生中継 伊勢崎 サンケイスポーツ杯G2レジェンドカップ（CS ベターライフチャンネル、2022年3月6日）[動画 16]
- 全力アピール アダムシアター（TBSテレビ、2022年12月19日）[動画 10]

### ラジオ
- RainbowtownFM 88.5MHz　キバブリーズ 
  - 2022.10.27（RainbowtownFM、2022年10月27日）(ゲスト出演、2:42:00から) [110]
  - 2022.12.15（RainbowtownFM、2022年12月15日）(ゲスト出演、2:38:00から) [111]

### イメージビデオ
- 清純伝説　（2018年8月31日、スパイスビジュアル）
- すずいろ　（2019年12月23日、NON STYLE）[112][113][114][115][116]
- もくもく（2021年12月22日、竹書房）[117][118][動画 17][119][120][100][121][122]

### 写真集・デジタル写真集
- 『鈴乃八雲写真集　ダブルルーム Kindle版』（2022年8月28日、FIGHTING BEAUTY）[123]
- 『鈴乃八雲写真集 ダブルルーム サキュバスコスプレ編 Kindle版』（2022年12月24日、FIGHTING BEAUTY）[124]
- 『鈴乃八雲写真集 競泳水着とマシンジム Kindle版』（2025年3月10日、FIGHTING BEAUTY）[125]

### 動画配信
- DMM動画配信　【VR】モテ期の晩餐 橘あかり 鈴乃八雲 星那美月　（2018年8月3日、ファンタスティカ）
- DMM動画配信　【VR】モテ期の晩餐 鈴乃八雲　（2018年11月16日、ファンタスティカ）
- DMM動画配信　【VR】apartment Days! Guest 258 鈴乃八雲 sideA　（2023年06月16日、ファンタスティカ）
- DMM動画配信　【VR】apartment Days! Guest 258 鈴乃八雲 sideB　（2023年07月07日、ファンタスティカ）
- 東京Lily  【独占配信】 鈴乃八雲 「再会」　（2019年6月27日、ギルド）
- 日刊大衆　東京ひとりメシ（2019年8月9日）　らーめん潤＆鈴乃八雲[126]
- モヤモヤさまぁ～ず2　ep.82(2019年3月17日公開）～84(2019年4月14日公開）[動画 18]
- FRIDAYデジタル めざまし美女図鑑 file192 鈴乃八雲さん （2020年11月16日公開）[動画 19]
- FRIDAYデジタル めざまし美女図鑑 file194 鈴乃八雲さん （2020年11月25日公開）[動画 20]
- FRIDAYデジタル めざまし美女図鑑 file198 鈴乃八雲さん （2020年12月9日公開）[動画 21]
- 伊勢崎オート公式YouTubeチャンネル
  - 『オッズパークPresents オッズパーク杯 SG 第25回オートレースグランプリ 伊勢崎オート学園(8/14 開催4日目)』(2021年8月14日公開)[動画 3]
  - 『オッズパークPresents オッズパーク杯 SG 第25回オートレースグランプリ 伊勢崎オート学園(8/15 開催5日目)』(2021年8月15日公開)[動画 4]
  - 『オッズパークPresents GⅠ開場45周年記念シルクカップ伊勢崎オート学園(1/9 開催4日目)』(2022年1月9日公開)[動画 5]

### イベント
- ヤングチャンピオンPresents2019「OISOロングビーチはなまる撮影会」（2019年6月16日）[14]
- TOKYO GURAVURE IDOL FESTIVAL2019（2019年8月4日、TOKYO IDOL FESTIVAL2019会場内）[15]
- 東京オートサロン2020[17][21][18][19][20](K-ONEブース) (2020年1月10～12日、幕張メッセ）
- MINI CHALLENGE JAPAN 2020
  - Rd.2 MOTEGI 第3戦 [動画 22]、第4戦[動画 23]
  - Rd.1 FUJI SPEEDWAY 第1戦[動画 24]、第2戦[動画 25]
  - Rd.3 SPORTLAND SUGO presented by Motoren Sendai. 第5戦[動画 26]、第6戦[動画 27]
  - Rd.4 OKAYAMA International Circuit 公式予選[動画 28]、第7戦[動画 29]、第8戦[動画 30]
- 爆笑!!シャーベット劇場（ゲスト出演）（2020年12月19日） [127]
- グラドルワンダーランド(2021年12月4日） [128][129]
- 東京オートサロン2023（GYEONブース）[59]（2023年1月13日 - 15日、幕張メッセ）
- 東京オートサロン2024（オカダエンタープライズブース）[雑誌 22]
- 東京オートサロン2025（GYEONブース）[雑誌 27]

### 雑誌・デジタル雑誌
- 『AKIBA Spec（アキバスペック） Vol.135 2021年2月号 電子版』（2021年1月15日、エレクトロイメージング）特集『新車特集　TOYOTA GR YARIS RS + GR AERO with 鈴乃八雲』[雑誌 41]
- 『Wrist Machine 2021春 WM004 電子版』（2021年3月31日、エレクトロイメージング）『彼シャツ、彼時計 第一回 鈴乃八雲』[雑誌 10]
- 『AKIBA Spec（アキバスペック） Vol.158 2023年1月号 電子版』（2022年12月20日、エレクトロイメージング）特集『Adam by GMO 日本レースクイーン大賞2022 ファイナリストPR生放送』[雑誌 17]
- 『AKIBA Spec（アキバスペック） Vol.159 2023年2月号 電子版』（2023年1月16日、エレクトロイメージング）特集『Adam by GMO 日本レースクイーン大賞2022 ファイナリスト全員掲載大総覧』[雑誌 18]
- 『AKIBA Spec（アキバスペック） Vol.161 2023年4月号 電子版』（2023年3月14日、エレクトロイメージング）特集『TEAM NOPRO レースクイーン誌上発表』[雑誌 20]
- 『AKIBA Spec（アキバスペック） Vol.162 2023年5月号 電子版』（2023年4月17日、エレクトロイメージング）特集『表紙の人TEAM NOPROレースクイーン』[雑誌 43]
- 『AKIBA Spec（アキバスペック） Vol.164 2023年7月号 電子版』（2023年6月15日、エレクトロイメージング）裏表紙(クレジット無し)[雑誌 44]
- ヤングキング 2024-3[雑誌 45]

### その他記事
- ASCII.jp（2021年2月13日）『クルマの名義変更、自分でやれば最大4万円以上も出費を減らせる！』[130]
- 価格.com マガジン（2021年4月1日）『120馬力の「GRヤリス RS」は高剛性ボディを味わい尽くせる！』[131]

### ゲーム
- スマートフォンゲーム『スターガールズグランプリ』（GMO GP[132] 、2021年6月リリース、2022年6月27日サービス終了）[133][134]

#### 雑誌
1. ↑  "「7人の二刀流ボイン2019」"、『週刊アサヒ芸能　4.18特大号』（2019年4月18日、徳間書店）テクニカルエディターとの二刀流として掲載。
2. ↑  『ミスヤングチャンピオン2019』特集ページ　予選A組～決勝ラウンド、『ヤングチャンピオン』2019 No.9（4/23）/No.12（6/11）/No.13（6/25）/No.14（7/9）/『ヤングチャンピオン烈』2019 No.7（6/18）/『別冊ヤングチャンピオン』2019 6月号（5/7）/7月号（6/4）（いずれも秋田書店）
3. 1 2  "PIRELLI SuperTaikyu Series2019　冴えカノRFCガールズ（#108,#168 RFC Racing)"、『GALS PARADISE 2019レースクイーンデビュー編』（2019年9月1日、株式会社三栄）
4. 1 2  『週刊ポスト』（2019年12月13日、小学館）『日本一のグラドル総選挙2019 「私のビキニに清き一票を！」』 "チャームポイントは美脚とまあるいヒップです"
5. ↑  "2020セクシー美女たちが大乱舞 濃厚フェロモン直撃のめくるめくハッピー・ロード K-oneブース"、『GALS PARADISE 2020東京オートサロン編』（2020年2月21日、株式会社三栄）
6. ↑  『GALS PARADISE 2020トップレースクイーン編』（2020年11月26日、株式会社三栄）『2020 SUPER GT レースクイーン公式ガイドブック mini』 Pガール "将来の夢は「RQとして活躍し続けること、バラエティに出ること」"
7. ↑  『GALS PARADISE 2020トップレースクイーン編』（2020年11月26日、株式会社三栄）『RACEQEEN CATALOG2020』OTHERS ミニチャレンジジャパン2020イメージガール "チャームポイントは「美脚、白肌」"
8. ↑  『GALS PARADISE 2020トップレースクイーン編』（2020年11月26日、株式会社三栄）『日本レースクイーン大賞新人部門＆コスチューム部門パーフェクトガイド』 エントリーNo21"頭文字D大好きRQです！"
9. ↑  『日本レースクイーン大賞新人部門』"週刊プレイボーイ賞 投票受付中！"、『プレイボーイ　2020 No.52』（2020年12月14日、集英社）
10. 1 2  『Wrist Machine 2021春 WM004 電子版』（2021年3月31日、エレクトロイメージング）『彼シャツ、彼時計 第一回 鈴乃八雲』"2021年はグラビアアイドルとしての活動に加えレースクイーンとしても活躍。彼女が活躍するチームは前号の「RACER'S WATCH」で紹介したHELM MOTOR SPORTS！"
11. 1 2  『GALS PARADISE 2021トップレースクイーン編』（2021年10月23日、株式会社三栄）『RACE QUEEN CATALOG 2021』 HELM sisters
12. 1 2  『GALS PARADISE 2022レースクイーンデビュー編』（2022年7月16日、株式会社三栄）『2022SUPER GTレースクイーン公式ガイドブック』 Arnage Lovely Cats"ハジケル笑顔がたまらなくキュートな4姉妹がサーキットに新風を吹き込む！"
13. ↑  『EX MAX! SPECIAL Vol.178』（2023年1月11日、文友舎）アイドルバトルコロッセオ 鈴乃八雲 VS 葉月ゆうか「Arnage Lovely Catsに所属する鈴乃八雲ちゃん＆葉月ゆうかちゃんの仲良し2人組が白熱バトルを見せてくれました」
14. ↑  『GALS PARADISE 2020トップレースクイーン編』（2022年10月8日、株式会社三栄）『日本レースクイーン大賞2022コスチューム部門ノミネートレースクイーンパーフェクトガイド』 エントリーNo3
15. ↑  『GALS PARADISE 2022日本レースクイーン大賞特集』（2022年12月31日、株式会社三栄）ノミネートレースクイーンパーフェクトカタログ Nominate No.26
16. ↑  『2022日本レースクイーン大賞』「週刊プレイボーイ賞」 投票受付中！"、『プレイボーイ　2023 No.1・2』（2023年1月9日、集英社）
17. 1 2  『AKIBA Spec（アキバスペック） Vol.158 2023年1月号 電子版』（2022年12月20日、エレクトロイメージング）特集『Adam by GMO 日本レースクイーン大賞2022 ファイナリストPR生放送』
18. 1 2  『AKIBA Spec（アキバスペック） Vol.159 2023年2月号 電子版』（2023年1月16日、エレクトロイメージング）特集『Adam by GMO 日本レースクイーン大賞2022 ファイナリスト全員掲載大総覧』
19. 1 2 3  "胸が高鳴るブースをめぐる夢のようなハッピー・ロード GYEON Quartz Japanブース"、『GALS PARADISE 2023東京オートサロン編』（2023年4月12日、株式会社三栄）
20. 1 2  『AKIBA Spec（アキバスペック） Vol.161 2023年4月号 電子版』（2023年3月14日、エレクトロイメージング）特集『TEAM NOPRO レースクイーン紙上発表』
21. ↑  『GALS PARADISE 2023 トップレースクイーン編』（2023年8月29日、株式会社三栄）"RACE QUEEN CATALOG 2023 SUPER TAIKYU" TEAM NOPRO レースクイーン紹介ページおよびコスチューム部門ノミネートレースクイーンユニットパーフェクトガイドにて
22. 1 2 3 4  『GALS PARADISE 2024 東京オートサロン編』（2024年4月11日、株式会社三栄）"TOKYO AUTO SALON 2024 CAMPAINGN GIRL COSTUME COLLECTION"OEP222ブース「2024は紙面やデジタル写真集でグラビアをやりたい」
23. ↑  『カスタムCAR』2024年3月号（2024年3月1日、株式会社芸文社）"KEIパラダイスin TAS2024" OEP222ブース 660ccのマッハ号!!（クレジットなし）
24. 1 2  『GALS PARADISE 2024 レースクイーンデビュー編』（2024年7月24日、株式会社三栄）"2024 SUPER GT レースアンバサダー 公式ガイドブック"　フロンティアキューティーズ「最近ハマっていることはコーヒーの自家焙煎」
25. ↑  『GALS PARADISE 2024レースアンバサダーアワード特集』（2025年1月5日、株式会社三栄）ノミネートレースアンバサダーパーフェクトカタログ Nominate No.27
26. ↑  『weekly プレイボーイ』2025年No1・2（2025年1月13日、集英社）「週刊プレイボーイ賞」投票受付中
27. 1 2 3  『GALS PARADISE 2025 東京オートサロン編』（2025年4月12日、株式会社三栄）"TOKYO AUTO SALON 2025 CAMPAINGN GIRL COSTUME COLLECTION","濃厚フェロモン直撃のブースを巡るハッピー•ロード"GYEON Japanブース
28. ↑  『エキサイティングマックス！2019 5月号』（2019年3月26日、ぶんか社）「水着deぷるっぷるっプリン」のコーナー、古崎瞳、奈良歩実、あおい夏海と。トイレットペーパー巻取り対決に出演。
29. ↑  『週刊アサヒ芸能　5.30特大号』（2019年5月30日、徳間書店）　「12人の白い巨尻2019」の『蕾尻』として掲載。
30. ↑  『MEN'S DVD Vol.2（3月号増刊）』（2020年3月10日、三和出版）今話題の極上美女たちが勢揃い!!「ロリ系キュートな美ボディ」鈴乃八雲 男の本性を呼び覚ます小悪魔プリケツ
31. 1 2 3 4  『エキサイティングマックス！ 2021年7月号』（2021年5月26日、楽楽出版）「純白ビキニーズ VOL.88」のコーナーおよび付属DVD内にて
32. ↑  『EX MAX! SPECIAL Vol.161』（2021年8月16日、楽楽出版）アイドルバトルコロッセオ 岡本杷奈 VS 鈴乃八雲 「私のマショマロボディーを堪能してくださいね」
33. ↑  『週プレ　2018 No.47』(2018年12月19日、集英社）2018次世代グラドル美脚番付　西の関脇"ハイレグの女王"として紹介
34. 1 2  芸能界「凄すぎるパーツ美女」ランキング特集 脚線美部門 9位、『アサ芸シークレット　Vol.57』（2019年5月11日、徳間書店）
35. ↑  『次世代グラドル 膝枕してほしい！「太もも番付」』"股下83cmを誇る美ももレースクイーン！"、『プレイボーイ　2020 No.36』（2020年8月24日、集英社）
36. ↑  「美脚国勢調査」"おかげさまで自分の売りができたよ！"、『プレイボーイ　2019 No.9』（2019年3月4日、集英社）
37. ↑  "平成最後は変革の年、次の年は革命の年に"、『エキサイティングマックス！スペシャル　2019 Vol.133』（2019年4月11日、ぶんか社）「水着deぷるっぷるっプリン」のコーナーに出演、古崎瞳、奈良歩実、あおい夏海とパンスト相撲対決を披露した。
38. 1 2 3 4  『グラドル名鑑2022 Presented by 東京Lily』（2022年4月28日、株式会社らんくう）"股下83センチの美脚とまんまるなお尻　"ハイレグの女王"というキャッチコピーは伊達じゃない！"
39. ↑  『エキサイティングマックス！SPECIAL Vol.145』（2020年4月11日、楽楽出版）気になるグラビアアイドルに大胆直撃！マンガが好きなサブカル系女子で大好きな漫画は『頭文字D』。"2020年はスーパーGT、スーパー耐久でRQをやるのでサーキットへ会いに来て"
40. ↑  『GALS PARADISE 2023レースクイーンデビュー編』（2023年7月28日、株式会社三栄）"レースクイーンの自撮りによるプライベートを大公開"
41. 1 2  『AKIBA Spec（アキバスペック） Vol.135 2021年2月号 電子版』（2021年1月15日、エレクトロイメージング）特集『新車特集　TOYOTA GR YARIS RS + GR AERO with 鈴乃八雲』
42. ↑  『東京グラフィティ 2019　2月号/#154』（2019年1月23日、株式会社グラフィティ）特集『TOKYO LOCAL』 神保町にてサンタコスチュームを披露、夢は「自分の生きた証を残す」
43. ↑  『AKIBA Spec（アキバスペック） Vol.162 2023年5月号 電子版』（2023年4月17日、エレクトロイメージング）特集『表紙の人TEAM NOPROレースクイーン』
44. ↑  『AKIBA Spec（アキバスペック） Vol.164 2023年7月号 電子版』（2023年6月15日、エレクトロイメージング）裏表紙(クレジット無し)
45. ↑  『ヤングキング 2024年2/5号』（2024年1月6日、少年画報社楽楽出版）「百花繚乱」のコーナーにて

#### 動画
1. ↑  “【2019ミスヤングチャンピオン】候補者インタビュー鈴乃八雲 macheTV”. 2019年11月3日閲覧。
2. ↑  “【トップレースクイーン】SUPER GTレースクイーン2020総集編 (1:02付近他、クレジット無し）”.   SUPER GT SQUAREチャンネル (2020年12月31日). 2021年1月3日閲覧。
3. 1 2  “『オッズパークPresents オッズパーク杯 SG 第25回オートレースグランプリ 伊勢崎オート学園(8/14 開催4日目)』” (2021年8月15日). 2021年8月16日閲覧。
4. 1 2  “『オッズパークPresents オッズパーク杯 SG 第25回オートレースグランプリ 伊勢崎オート学園(8/15 開催5日目)』” (2021年8月15日). 2021年8月16日閲覧。
5. 1 2  “『オッズパークPresents GⅠ開場45周年記念シルクカップ伊勢崎オート学園(1/9 開催4日目)』” (2022年1月9日). 2022年1月9日閲覧。
6. ↑  “《S耐TV》 2021年9月19日(日) スーパー耐久シリーズ2021 Powered by Hankook 第5戦 SUZUKA S耐（クレジット無し）” (2021年9月19日). 2021年9月23日閲覧。
7. ↑  “《S耐TV》 2021年11月14日(日) スーパー耐久シリーズ2021 Powered by Hankook 第6戦 スーパー耐久レースin岡山 Group-2 決勝（クレジット無し）” (2021年11月14日). 2021年11月21日閲覧。
8. ↑  “【SUPER GTレースクイーン今期初登場！！】2022 AUTOBACS SUPER GT Rd.1 岡山 ALL RACE QUEEN（クレジット無し,2:52あたりから）” (2022年4月21日). 2022年4月26日閲覧。
9. ↑  “【レースクイーン集合！！】2022 AUTOBACS SUPER GT Rd.1 岡山 チームスポンサーステージ（4月17日）（26:05あたりから）” (2022年4月28日). 2022年5月1日閲覧。
10. 1 2  “Adam by GMO日本レースクイーン大賞2022ファイナリスト/鈴乃八雲　蒼井じゅの　織田真実那　安西茉莉　福江ななか”. 2022年12月20日閲覧。
11. ↑  “『伊勢崎オートレース中継 2022年4月7日 第3回アオケイ杯 1日目』” (2022年4月7日). 2022年4月7日閲覧。
12. ↑  “Gsmil2022メンバー紹介 鈴乃八雲” (2022年4月22日). 2022年4月26日閲覧。
13. ↑  “Gsmil2023メンバー紹介　鈴乃　八雲” (2023年4月20日). 2023年5月2日閲覧。
14. ↑  “＜レースクイーンに質問！＞「自分を動物に例えると？」～2022 AUTOBACS SUPER GT Rd.7 オートポリス～”. 2022年11月4日閲覧。
15. ↑  “（期間限定見逃し配信）サンスポレースクイーンアワード2020 極楽山本・ロンブー亮のARIGATEENA TV#7 2020年11月24日”. 2020年11月28日閲覧。
16. ↑  “オートレース実況生中継 伊勢崎サンケイスポーツ杯G2レジェンドカップ”. 2022年3月12日閲覧。
17. ↑  “【鈴乃八雲】- 東京Lily撮影会出演者 自己紹介動画”.   東京Lily (2021年12月21日). 2022年1月9日閲覧。
18. ↑  “モヤさまチャンネル”. 2019年10月18日閲覧。
19. ↑  “FRIDAYデジタル めざまし美女図鑑 file192 鈴乃八雲さん”. 2020年11月20日閲覧。
20. ↑  “FRIDAYデジタル めざまし美女図鑑 file194 鈴乃八雲さん”. 2020年11月20日閲覧。
21. ↑  “FRIDAYデジタル めざまし美女図鑑 file198 鈴乃八雲さん”. 2020年12月27日閲覧。
22. ↑  “【2020 Rd.2】MINI CHALLENGE JAPAN.2020 ☆Round.2 at Twinring MOTEGI」MINI CHALLENGE2020 第3戦” (2020年7月12日). 2020年7月13日閲覧。
23. ↑  “【2020 Rd.2】MINI CHALLENGE JAPAN.2020 ☆Round.2 at Twinring MOTEGI」MINI CHALLENGE2020 第4戦” (2020年7月12日). 2020年7月13日閲覧。
24. ↑  “【2020 Rd.1 - 第1戦（*延期開催大会）】MINI CHALLENGE JAPAN.2020 ☆Round.1 at FUJI SPEEDWAY” (2020年8月2日). 2020年8月9日閲覧。
25. ↑  “【2020 Rd.1 - 第2戦（*延期開催大会）】MINI CHALLENGE JAPAN.2020 ☆Round.1 at FUJI SPEEDWAY” (2020年8月2日). 2020年8月9日閲覧。
26. ↑  “【2020 Rd.3 - 第5戦】MINI CHALLENGE JAPAN.2020 ☆Round.3 at SPORTLAND SUGO presented by Motoren Sendai.” (2020年8月23日). 2020年8月24日閲覧。
27. ↑  “【2020 Rd.3 - 第6戦】MINI CHALLENGE JAPAN.2020 ☆Round.3 at SPORTLAND SUGO presented by Motoren Sendai.” (2020年8月23日). 2020年8月24日閲覧。
28. ↑  “【2020 Rd.4 - 公式予選】MINI CHALLENGE JAPAN.2020 ☆Round.4 at OKAYAMA International Circuit” (2020年10月18日). 2020年10月19日閲覧。
29. ↑  “【2020 Rd.4 - 第７戦】MINI CHALLENGE JAPAN.2020 ☆Round.4 at OKAYAMA International Circuit” (2020年10月18日). 2020年10月19日閲覧。
30. ↑  “【2020 Rd.4 - 第８戦】MINI CHALLENGE JAPAN.2020 ☆Round.4 at OKAYAMA International Circuit” (2020年10月18日). 2020年10月19日閲覧。